# マダム・ウェブ
『マダム・ウェブ』（原題:Madame Web）は、マーベル・コミックスの同名のキャラクターを主人公にした、2024年に公開されたアメリカ合衆国のスーパーヒーロー映画。マーベル映画初の本格的なサスペンスでミステリーな内容の作品である。
コロンビア ピクチャーズがマーベルと共同で製作した、「ソニーズ・スパイダーマン・ユニバース」（SSU）の第4作目である。配給はソニー・ピクチャーズ エンタテインメント。

## ストーリー
2003年のニューヨーク。救命士として働くカサンドラ・ウェブは、謎の男に追われている3人の少女達と生き残ろうとしながら、自分の過去と対峙する事にもなる。

## 登場人物・キャスト
カサンドラ・“キャシー”・ウェブ / マダム・ウェブ
演 - ダコタ・ジョンソン、日本語吹替 - 大島優子
生死を彷徨う事故をきっかけに、未来予知の能力を手にしたニューヨークの救命士。
ジュリア・コーンウォール
演 - シドニー・スウィーニー、日本語吹替 - 潘めぐみ
エゼキエルに追われる身となった少女の一人。母親が去り、父親と義理の家族と一緒に暮らしている。未来の中でスパイダーウーマンとなり、黒、白と配色されたスーツを着用することとなる。
マティ・フランクリン
演 - セレステ・オコナー、日本語吹替 - 伊瀬茉莉也
エゼキエルに追われる身となった少女の一人。裕福な家庭に生まれたが、両親は海外出張で家にいない状況。未来の中で青、赤と配色され、背中から蜘蛛のような四本足のアームが出現するスーツを着用することとなるスパイダーウーマンの一人。
アーニャ・コラソン
演 - イザベラ・メルセード、日本語吹替 - ファイルーズあい
エゼキエルに追われる身となった少女の一人。父親の国外追放により一人暮らしを余儀なくされた。未来の中で白、緑と配色されたスーツを着用し、手裏剣のような武器を操ることとなるスパイダーウーマンの一人。
エゼキエル・シムズ
演 - タハール・ラヒム、日本語吹替 - 子安武人
スパイダーマンに似た黒いスーツを纏い、キャシー達を追う謎の男で、アマゾンでキャシーの母親と共にクモを研究していた探検家。後にジュリア達に殺される未来を見たことから、先に彼女達を殺そうと動き出す。
ベン・パーカー
演 - アダム・スコット、日本語吹替 - 萩原聖人
キャシーの同僚。
メアリー・パーカー
演 - エマ・ロバーツ、日本語吹替 - 坂本真綾
ベンの妊娠中の義理の妹。
コンスタンス・ウェブ
演 - ケリー・ビシェ、日本語吹替 - 山根舞
カサンドラの母であり科学者。1973年にエゼキエルと一緒にアマゾンにて蜘蛛の研究をしていたが彼に撃たれ、ラス・アラニャスに救われたもののカサンドラを出産した後に亡くなる。
オニール
演 - マイク・エップス、日本語吹替 - 乃村健次
キャシーとベンの同僚であり友人。
アマリア
演 - ゾーシャ・マメット、日本語吹替 - 鷄冠井美智子
エゼキエルの助手であり天才ハッカー。
サンティアゴ
演 - ホセ・マリア・ヤスピク、日本語吹替 - 咲野俊介
ペルーのジャングルの部族、ラス・アラニャスのメンバー。

## 公開日
当初は2024年（令和6年）2月16日に公開予定だったが、2023年7月に配給会社のソニー・ピクチャーズ エンタテインメント作品の公開スケジュールが見直され、2日前倒しとなり、2024年（令和6年）2月14日に変更となった。

## 受賞・ノミネート
| 映画賞                       | 授賞日        | 部門           | 対象                                                                    | 結果       | 出典        |
| ---------------------------- | ------------- | -------------- | ----------------------------------------------------------------------- | ---------- | ----------- |
| 第45回ゴールデンラズベリー賞 | 2025年2月28日 | 最低作品賞     | 『マダム・ウェブ』                                                      | 受賞       | [ 8 ] [ 9 ] |
| 第45回ゴールデンラズベリー賞 | 2025年2月28日 | 最低監督賞     | S・J・クラークソン                                                      | ノミネート | [ 8 ] [ 9 ] |
| 第45回ゴールデンラズベリー賞 | 2025年2月28日 | 最低主演女優賞 | ダコタ・ジョンソン                                                      | 受賞       | [ 8 ] [ 9 ] |
| 第45回ゴールデンラズベリー賞 | 2025年2月28日 | 最低助演男優賞 | タハール・ラヒム                                                        | ノミネート | [ 8 ] [ 9 ] |
| 第45回ゴールデンラズベリー賞 | 2025年2月28日 | 最低助演女優賞 | エマ・ロバーツ                                                          | ノミネート | [ 8 ] [ 9 ] |
| 第45回ゴールデンラズベリー賞 | 2025年2月28日 | 最低脚本賞     | マット・サザマ&バーク・シャープレス クレア・パーカー S・J・クラークソン | 受賞       | [ 8 ] [ 9 ] |